# جاك باش
جاك باش (بالفرنسية: Jacques Bach)‏ (29 أبريل 1941 إيش سوغ ألزيت لوكسمبورغ - 1 مارس 2013 إيش سوغ ألزيت لوكسمبورغ) هو لاعب كرة قدم لوكسمبورغي سابق كان يلعب كمهاجم.

## روابط خارجية
- جاك باش على موقع قاعدة بيانات كرة القدم.إي يو (الإنجليزية)
- جاك باش على موقع عالم كرة القدم.نت (الإنجليزية)